# Jurij Julianovič Ševčuk
Jurij Julianovič Ševčuk (in russo Ю́рий Юлиа́нович Шевчу́к?; Jagodnoe, 16 maggio 1957) è un cantante e chitarrista russo.

## Biografia
Nato a Jagodnoe (Oblast' di Magadan) e cresciuto ad Ufa, ha fondato nel 1980 il gruppo musicale rock DDT, da sempre considerato l'elemento di spicco del gruppo, che vanta oltre vent'anni di attività e una discografia molto ampia. Nel 2008 lavorò ad un disco da solista, "L'Echoppe".
L'artista è un critico di Vladimir Putin fino dagli anni 2000, e nel 2022 ha subìto un processo penale e una multa di 50.000 rubli per "discredito dell'esercito", ai sensi della legge di censura introdotta dopo l'invasione russa dell'Ucraina del 2022.